# Joseph Chanet
Joseph Chanet est un acteur français d'origine chinoise.

## Filmographie

### Cinéma
- 1997 : La Vérité si je mens !
- 2000 : Deuxième vie : le majordome philippin
- 2001 : Spy Game : Jeu d'espions : le Général de la guerre du Vietnam
- 2003 : Le Divorce : le fan dans le magasin de BD
- 2007 : L'Invité : un des candidats à l'entretien de recrutement
- 2007 : Ma vie n'est pas une comédie romantique : l'acupuncteur
- 2008 : 8th Wonderland : le journaliste chinois
- 2009 : OSS 117 : Rio ne répond plus : le chinois de la CIA
- 2009 : Le Coach : M. Liu
- 2010 : Le Mac : le restaurateur japonais
- 2013 : Cookie : le chinois énervé
- 2014 : Prêt à tout : M. Chang
- 2014 : Mooncake
- 2016 : Confusion : Wang Jiao

### Télévision
- 1996 : Jamais deux sans toi : Shimonishi (1 épisode)
- 1998 : Navarro : le chauffeur chinois (1 épisode)
- 2004 : Juliette Lesage, médecine pour tous : le traiteur chinois (1 épisode)
- 2006 : L'État de Grace : M. Tian Congming (1 épisode)
- 2006 : Le juge est une femme : Xiao Li (1 épisode)
- 2007 : Le Monsieur d'en face : le chauffeur de taxi chinois
- 2008 : Central Nuit : Su (1 épisode)
- 2009 : Action spéciale douanes : M. Wu (1 épisode)
- 2011 : Hard : M. Chen (1 épisode)
- 2013 : RIS police scientifique : le patron de la boutique (1 épisode)
- 2014 : Ligne de mire : le chinois